# Stugusjön, Lappland
Stugusjön är en sjö i Åsele kommun i Lappland och ingår i Lögdeälvens huvudavrinningsområde. Sjön har en area på 0,309 kvadratkilometer och ligger 396,6 meter över havet. Stugusjön ligger i Lögdeälven Natura 2000-område.

## Delavrinningsområde
Stugusjön ingår i det delavrinningsområde (714350-159763) som SMHI kallar för Utloppet av Stugusjön. Medelhöjden är 402 meter över havet och ytan är 1,77 kvadratkilometer. Räknas de 3 avrinningsområdena uppströms in blir den ackumulerade arean 15,77 kvadratkilometer. Vattendraget som avvattnar avrinningsområdet har biflödesordning 2, vilket innebär att vattnet flödar genom totalt 2 vattendrag innan det når havet efter 158 kilometer. Avrinningsområdet består mestadels av skog (68 procent). Avrinningsområdet har 0,3 kvadratkilometer vattenytor vilket ger det en sjöprocent på 16,9 procent.